# جوي ريد
جوي ريد (بالإنجليزية: Joy-Ann Reid)‏ هي صحفية أمريكية، ولدت في 1970 في بروكلين في الولايات المتحدة.